# Tema de Cefalònia
El Tema de Cefalònia (grec: θέμα Κεφαλληνίας/Κεφαλονίας) va ser un tema (circumscripció administrativa) de l'Imperi Romà d'Orient que comprenia les Illes Jòniques. Va existir des del segle viii fins a la seva conquesta l'any 1185 pel Regne de Sicília.

## Història
Durant l'Imperi Romà, les illes Jòniques (Corfú, Cefalònia, Zacint, Ítaca, Lèucada i Citera) formaven part de les províncies d'Acaia i Epir. Sota l'Imperi Romà d'Orient i amb l'excepció de Citera, van constituir el tema de Cefalònia. Les illes no es van veure afectades per les invasions eslaves del segle vii i van ser el punt de partida per a restablir el control imperial a les costes veïnes.
No es coneix la data exacta en que es va establir com a tema. L'emperador Constantí VII (r. 913-959) afirmava a Sobre l'administració de l'imperi, que era originàriament una turma (divisió) del tema de Longobardia al sud d'Itàlia, on hi havia un estrateg (general) designat per l'emperador Lleó VI el Filòsof (r. 886-912), però no era un tema de ple dret. Però això sembla clarament un error, ja que hi ha constància de diversos generals (estrategues) a Cefalònia abans d'aquella data. El Taktikon Uspenski del 842/843 menciona un strategos de Cefalònia, i la crònica llatina Annales regni Francorum n'anomena un de l'any 809.
Encara que Constantí VII va cometre un error, hi havia vincles molt propers entre Cefalònia i les possessions imperials a Itàlia del Sud. Les Illes Jòniques eren la principal via de comunicació i la base d'operacions a Itàlia, molt ben posicionades estratègicament per controlar la navegació entre la Mar Jònica i l'Adriàtica i des d'allí també es prevenia la pirateria àrab. A més, el tema de Longobardia segurament s'havia constituït en el seus inicis com una turma de Cefalònia, quan l'Imperi va ocupar Bari l'any 876. Se sap però que els governs de Cefalònia, Longobardia (o, de vegades, el Tema de Nicòpolis a l'Epir) havien estat dirigits per la mateixa persona.
L'estrateg segurament estava situat a Cefalònia, però de vegades se'l situa a altres llocs, com ara Corfú. A l'obra Sobre l'administració de l'imperi, el tema tenia el setè rang entre els temes "occidentals" o europeus. Com en altres temes europeus, l'estrateg no rebia el sou, 12 lliures d'or, del tresor imperial sinó dels ingressos obtinguts amb els impostos del seu tema. Cefalònia era important principalment per la seva relació amb el mar, i tenia la seva pròpia flota que incloïa un contingent important de mardaïtes com a infanteria de marina sota el comandament d'un turmarca. Un altre turmarca manava la guarnició del tema. Sembla que les forces militars del tema durant el segle ix eren de 2.000 homes. El tema de Cefalònia va ser també un lloc d'exili per als presoners polítics.
El tema de Cefalònia es menciona freqüentment en un context de guerra durant els segles ix-xi. L'any 809, l'estrateg Pau va derrotar una flota veneciana davant de Dalmàcia. L'any 880, l'almirall Nasar va vèncer, en una batalla estratègica, a una flota pirata àrab que saquejava les illes del tema. Les tropes de Cefalònia posteriorment van participar en una ofensiva bizantina contra Itàlia. Els mardaïtes de Cefalònia van participar en una expedició fallida l'any 949 contra l'Emirat de Creta. Es menciona per última vegada un estrateg de Cefalònia l'any 1011, quan Contoleó Tornici va ser enviat a Itàlia a reprimir una revolta dels longobards. Quan l'Imperi Romà d'Orient va perdre el sud d'Itàlia cap a mitjans del segle xi, el tema va perdre importància i va quedar sota el comandament de governadors civils que portaven el títol de krites (jutges).
Des de finals del segle xi, les Illes Jòniques van ser un camp de batalla durant les guerres entre l'imperi i els normands. L'Illa de Corfú va ser ocupada pels normands del 1081 al 1085 i del 1147 al 1149, i els venecians li van posar setge sense èxit els anys 1122 i 1123. L'illa de Cefalònia va patir un setge, també infructuós l'any 1085, va ser saquejada el 1099 pels pisans i el 1126 pels venecians. Corfú i la resta del tema, excepte Lèucada, va ser conquerida pels normands dirigits per Guillem II de Sicília l'any 1185. Corfú va ser recuperada pels bizantins el 1191, però les altres illes no ho van poder ser, i van formar el comtat palatí de Cefalònia i Zacint governat per l'almirall grec de Guillem II, Margaritone de Bríndisi.